# Kriztianovich Ignác
Kriztianovich Ignác szül. Kriztian Ignác (horvátul: Ignac Kristijanović) (Zágráb, 1796. július 31. – Zágráb, 1884. május 16.) horvát római katolikus pap, kanonok, irodalmár, fordító, a kaj-horvát irodalom egyik meghatározó alakja és nyelvújítója. Kriztianovich újszerű stílussal próbálta megerősíteni a kaj irodalmat, amelyet a Ljudevit Gaj-féle szerbhorvát nyelv akart háttérbe szorítani. E küzdelemben végül Kriztianovich alulmaradt. A magyar nyelvű forrásokban kevésbé jelentős, egyszerű tájnyelvi irodalmárként szerepel, holott nagy fordítói munkát hagyott hátra, továbbá a kaj irodalom szellemi termékei önmagukban nagy jelentőséggel bírnak.

## Élete
Kriztian János György német származású zágrábi pék fiaként született, akinek saját malma volt a város északi felén, közel a vágóhidakhoz. Családi nevét horvátosítani próbálta Ignác, ezért hozzátoldotta az apjára utaló szláv -ich (-ić) képzőt is a nevéhez (Kriztianovich=Kriztian fia). Édesanyja neve Poszilovich Margit, akinek rokona Miklousich Tamás horvát drámaíró volt. Miklousich nagy hatást gyakorolt unokaöccse szellemiségére és ő biztatta, hogy tanulmányait a teológián folytassa. A szünetekben mindig Miklousichnál tartózkodott, aki a hazaszeretetre nevelte és arra ösztökélte, hogy szentelje munkáját az irodalomra. Mindketten a kaj-horvátban látták megvalósítani ezt a törekvést.
1819. július 4-én szentelték fel. A zágráb vármegyei településeken káplánkodott több évig, így Radobojban, Korponán és Selóban. 1831-től 1834-ig a zágrábi papneveldében volt lelkész, majd kinevezték a távolabb eső Kapela plébánia élére, Belovár közelében. 1852-ben kanonokká nevezték ki, 1853-tól több mint két évig tanfelügyelő volt, 1858-tól csázmai főesperes. 1863-ban a zágrábi káptalan lektorává lett, de ekkoriban már felhagyott az irodalommal. 1870-ben tiszteletbeli püspöki címet nyert.

## Irodalmi munkája
Kriztianovich a tiszta kaj-horvát irodalmi nyelv mellett foglalt állást, ellentétben mondjuk Miklousich-csal, aki Károlyváros környékéről származott és műveiben a kaj-horvát nyelvet befolyásolja a što nyelvjárás.
1834-ben megalapította a Danicza zagrebechka (Zágrábi hajnalcsillag) című kalendáriumot, amelyben a vallásos tárgyú írásokon kívül szépirodalmi műveket, publicisztikát és fordításokat (pl. Aiszóposz-meséket) közölt. A kaj-horvát nyelv részére német nyelven nyelvtant is írt, továbbá lefordított egy erkölcstant francia nyelvből, valamint egy prédikációs kötetet jelentett meg, sőt elhatározta, hogy lefordítja a Bibliát is horvátra. Ezt ugyan már Miklousich Verhovácz Miksa zágrábi püspökkel eltervezte, de a püspök halála miatt nem lehetett megvalósítani. Kriztianovich egyszemélyes programot kezdett el, s kiterjedt kapcsolatokat tartott fenn más alkotókkal, így a szomszédos szlovénekkel. Jernej Kopitar szlovén filológus szerint bár a kaj-horvátok elfogadhatnák akár a Gaj-féle nyelvi reformokat is, mindenesetre olyan kimagaslónak találta Kriztianovich szellemiségét, hogy munkája folytatására buzdította ő is.
Kriztianovich az illirizmus és szerbhorvatizmus eszmeiségét elvetette, mert sokkal értékesebbnek találta hozzájuk képest a kaj irodalmat és úgy vélte, hogy a közoktatásban is sokkal hatékonyabban lehet ezt a nyelvet használni, minthogy ez a nép nyelve. Jóllehet Horvátország lakosságának csupán egyharmada beszélte akkoriban is a kaj nyelvjárást.
Sok könyvet adott ki és a fordításai egy tekintélyes részével is elkészült, de az 1850-es bécsi horvát-szerb nyelvi egyezményt nem bírálhatta felül, hiszen a horvát vezetők többsége is azt támogatta, ez pedig a Danica kalendárium végét is jelentette. Kriztianovich ugyan még próbált lépést tartani a korral, ezért a régi, magyaralapú helyesírást felváltotta a Gaj ábécével a kaj-horvátban, ez viszont nem segített a kaj irodalom ügyének. Kriztianovich az 1850-es évek közepére felhagyott munkájával és soha többé nem írt már tudatosan kaj-horvátul.

## Művei
- Nachin vu vszeh sivlenya dogodyajih vszigdar zadovolynomu biti (Hogyan legyünk elégedettek mindig életünk szakaszaiban?), 1826
- Blagorechja za vsze czeloga léta nedélye (Prédikációk az év valamennyi vasárnapjára), 1830
- Pomochnik betegujuchéh y vumirajuchéh (Támasz a betegeknek és haldoklóknak), 1832
- Grammatik der Kroatischen Mundart (Horvát nyelvtan), 1837
- Anhang zur gramatik der kroatischen Mundart (Megjegyzések a horvát nyelvtanhoz), 1840
- Historia iliti pripovezt Svetoga Pisma Staroga i Novoga Zakona (Az Ó- és Újszövetségi Szentírás történetei), 1842
- Kratka pripovedanja za potrebovanje Ladanjskeh Škol (Rövid elbeszélések az állami iskolák számára), 1842
- Čtejenja i evangeliumi na vse nedělje i svetke cěloga lěta (Olvasmányok és evangéliumok az év minden vasárnapjára és ünnepnapjára), 1842
- Ezopusheve baszne (Ezópuszi mesék), 1843
- Kratki žitek vseh sveteh apoštolov na duhovnu zabav (Minden szent apostol rövid élete a lelkiség számára), 1847
- Zlati oltar za kerščenike katolike (Aranyoltár a katolikus keresztények számára) 1848
- Žitek svèteh mučenikov (Szent vértanúk élete), 1859
- Muka Gospona našega Jezuša Kristuša (Az Úr Jézus Krisztus szenvedése), 1873 – nincs fennmaradt példány